# Lusadisu Basisila
Guy Lusadisu Basisila ( 28 dezembro 1982, Kinshasa ) é um futebolista cogolês, joga na posição de meio-campo, atualmente defende o TP Mazembe, do Congo.

## Equipes
- TP Mazembe: -